# Jakob Pöltl
Jakob Pöeltl (Viena, 15 de outubro de 1995) é um jogador austríaco de basquete profissional que atualmente joga no Toronto Raptors da National Basketball Association (NBA).
Ele jogou no Traiskirchen Lions da Áustria e na Universidade de Utah antes de ser selecionado pelos Raptors como a 9º escolha geral no draft da NBA de 2016. Ele foi negociado para o San Antonio Spurs em julho de 2018. Após cinco temporadas com a equipe, ele foi negociado de volta para o Toronto Raptors em fevereiro de 2023.

## Primeiros anos
Pöltl nasceu em Viena, Áustria. Seus pais eram membros das seleções austríacas de vôlei. Seus pais optaram pelo basquete para o filho porque havia um programa de basquete juvenil perto de sua casa.
Pöltl jogou sete anos nas categorias de base do Vienna Timberwolves. Ele jogou um ano pelo Traiskirchen Lions da Liga Austríaca em 2013–14.

## Recrutamento universitário
Pöltl era relativamente desconhecido nos Estados Unidos até o EuroBasket Sub-18 de 2013. O assistente da Universidade de Utah, Andy Hill, foi ao torneio, realizado na Macedônia do Norte, principalmente para explorar possíveis candidatos de outras equipes; ele só viu o jogo de estreia da Áustria contra a Holanda porque prometeu assistir pessoalmente a todos os 38 times. Depois de ver o desempenho de 15 rebotes de Pöltl, Hill começou a sonda-lo em busca de um potencial interesse em jogar basquete universitário nos Estados Unidos. Pöltl teve uma média de duplo-duplo em pontos e rebotes durante o torneio e foi nomeado para a Segunda-Equipe do torneio, apesar da Áustria ter terminado em 20º entre 22 times.

Pöltl começou a atrair o interesse de vários programas da Divisão I da NCAA, forçando-o a decidir entre uma carreira profissional e uma educação universitária nos Estados Unidos. Em uma entrevista de 2014, Pöltl revelou parte de seu processo de tomada de decisão:
Se eu fosse profissional na Europa, provavelmente não teria chance de ir para uma universidade e obter meu diploma. Eu poderia ter basquete e educação ao mesmo tempo. Também acho que não estava pronto para o basquete 100% profissional naquela época.
Em 2014, Pöltl se comprometeu com Utah para jogar basquete universitário, em grande parte devido ao relacionamento que desenvolveu com a equipe técnica. O técnico do Utah, Larry Krystkowiak, foi um dos três técnicos da Divisão I e dois assistentes técnicos a viajar a Viena para recrutá-lo pessoalmente. Pöltl ficou impressionado com o fato de Krystkowiak ter feito um esforço para visitá-lo pessoalmente e ficou intrigado com o fato do técnico ter um histórico de desenvolver jovens grandes homens.

## Carreira universitária
Pöltl se tornou titular em seu primeiro ano e em seu primeiro jogo registrou 18 pontos e 10 rebotes. Durante sua segunda temporada, Pöltl foi nomeado o Jogador do Ano da Pac-12 e foi vencedor do Pete Newell Big Man Award e do Kareem Abdul-Jabbar Award.
Em 13 de abril de 2016, Pöltl se declarou para o draft da NBA, abrindo mão de seus dois últimos anos de elegibilidade universitária.

## Carreira profissional

### Toronto Raptors (2016–2018)
Em 23 de junho de 2016, Pöltl foi selecionado pelo Toronto Raptors como a nona escolha geral no draft da NBA de 2016, tornando-se o primeiro austríaco a ser selecionado no draft da NBA. Em 9 de julho de 2016, ele assinou um contrato de 4 anos e US$12.2 milhões com o Raptors.
Ele fez sua estreia pelo Raptors em 26 de outubro de 2016, tornando-se o primeiro austríaco a jogar na NBA. Ele terminou com dois pontos em uma vitória por 109–91 sobre o Detroit Pistons. Durante sua temporada de estreia, Pöltl jogou alguns jogos no Raptors 905, afiliado de Toronto na G-League.
Em 21 de outubro de 2017, Pöltl marcou 14 pontos na vitória por 128–94 sobre o Philadelphia 76ers. Em 1º de dezembro, ele fez 18 pontos na vitória por 120–115 sobre o Indiana Pacers. Pöltl encerrou a temporada regular de 2017-18 sendo o único jogador dos Raptors a participar de todas as 82 partidas.

### San Antonio Spurs (2018–2023)
Em 18 de julho de 2018, Pöltl foi negociado, junto com DeMar DeRozan e uma escolha da primeira rodada do draft da NBA de 2019, para o San Antonio Spurs em troca de Kawhi Leonard e Danny Green.
Em sua estreia pelos Spurs em 17 de outubro de 2018, Pöltl registrou quatro pontos, quatro rebotes e duas assistências na vitória por 112–108 sobre o Minnesota Timberwolves. Em 25 de fevereiro de 2022, ele registrou 28 pontos, 11 rebotes, 8 assistências e 2 bloqueios na vitória por 157-153 contra o Washington Wizards. Em 24 de novembro de 2020, o San Antonio Spurs anunciou que havia assinado um contrato de 3 anos e US$26.2 milhões com Pöltl.
Em 17 de março de 2021, Pöltl registrou seu segundo duplo-duplo consecutivo com 20 pontos e 16 rebotes, o recorde de sua carreira, na vitória por 106-99 sobre o Chicago Bulls.
Em 22 de novembro de 2022, Pöltl marcou 31 pontos, o recorde de sua carreira, durante uma derrota por 117-110 para o Portland Trail Blazers.

### Retorno a Toronto (2023–Presente)
Em 9 de fevereiro de 2023, Pöltl foi negociado de volta para o Toronto Raptors em troca de Khem Birch, uma escolha de primeira rodada de 2024, uma escolha de segunda rodada de 2023 e uma escolha de segunda rodada de 2025.
Em 14 de fevereiro, Pöltl registrou 30 pontos, nove rebotes e seis bloqueios durante uma vitória por 133–123 sobre o Orlando Magic.
Em 6 de julho de 2023, Pöltl assinou um contrato de 4 anos e US$78 milhões com os Raptors.
Em 16 de novembro de 2024, Pöltl marcou 35 pontos, recorde de sua carreira, em uma derrota por 126–123 para o Boston Celtics.

## Estatísticas da carreira

### NBA

#### Temporada Regular
| Ano      | Equipe      | PJ  | PT  | MPJ  | AP   | 3P    | LL   | RT  | AS  | BR  | TO  | PPJ  |
| -------- | ----------- | --- | --- | ---- | ---- | ----- | ---- | --- | --- | --- | --- | ---- |
| 2016–17  | Toronto     | 54  | 4   | 11.6 | .583 | —     | .544 | 3.1 | .2  | .3  | .4  | 3.1  |
| 2017–18  | Toronto     | 82  | 0   | 18.6 | .659 | .500  | .594 | 4.8 | .7  | .5  | 1.2 | 6.9  |
| 2018–19  | San Antonio | 77  | 24  | 16.5 | .645 | —     | .533 | 5.3 | 1.2 | .4  | .9  | 5.5  |
| 2019–20  | San Antonio | 66  | 18  | 17.7 | .624 | —     | .465 | 5.7 | 1.8 | .6  | 1.4 | 5.6  |
| 2020–21  | San Antonio | 69  | 51  | 26.7 | .616 | —     | .508 | 7.9 | 1.9 | .7  | 1.8 | 8.6  |
| 2021–22  | San Antonio | 68  | 67  | 29.0 | .618 | 1.000 | .495 | 9.3 | 2.8 | .7  | 1.7 | 13.5 |
| 2022–23  | San Antonio | 46  | 46  | 26.1 | .616 | —     | .605 | 9.0 | 3.1 | .8  | 1.1 | 12.1 |
| 2022–23  | Toronto     | 26  | 25  | 27.2 | .652 | —     | .569 | 9.1 | 2.2 | 1.2 | 1.3 | 13.1 |
| 2023–24  | Toronto     | 50  | 50  | 26.4 | .656 | —     | .551 | 8.6 | 2.5 | .7  | 1.5 | 11.1 |
| Carreira | Carreira    | 538 | 285 | 22.2 | .629 | .750  | .540 | 6.9 | 1.8 | .6  | 1.2 | 8.8  |

#### Play-In
| Ano      | Equipe      | PJ | PT | MPJ  | AP   | 3P | LL   | RT   | AS  | BR  | TO  | PPJ  |
| -------- | ----------- | -- | -- | ---- | ---- | -- | ---- | ---- | --- | --- | --- | ---- |
| 2021     | San Antonio | 1  | 1  | 32.1 | .667 | –  | .500 | 10.0 | 2.0 | .0  | 5.0 | 10.0 |
| 2022     | San Antonio | 1  | 1  | 31.2 | .700 | –  | .500 | 9.0  | 1.0 | 2.0 | 1.0 | 16.0 |
| 2023     | Toronto     | 1  | 1  | 36.6 | .750 | –  | .500 | 8.0  | 3.0 | .0  | 2.0 | 7.0  |
| Carreira | Carreira    | 3  | 3  | 33.3 | .705 | –  | .500 | 9.0  | 2.0 | .6  | 2.6 | 11.0 |

#### Playoffs
| Ano      | Equipe      | PJ | PT | MPJ  | AP   | 3P   | LL   | RT  | AS  | BR | TO | PPJ |
| -------- | ----------- | -- | -- | ---- | ---- | ---- | ---- | --- | --- | -- | -- | --- |
| 2017     | Toronto     | 6  | 0  | 4.3  | .455 | —    | .000 | 2.0 | .0  | .2 | .2 | 1.7 |
| 2018     | Toronto     | 9  | 0  | 15.6 | .548 | .000 | .789 | 4.0 | .7  | .3 | .4 | 5.4 |
| 2019     | San Antonio | 7  | 7  | 25.3 | .638 | .000 | .556 | 7.7 | 1.7 | .3 | .7 | 7.3 |
| Carreira | Carreira    | 22 | 7  | 15.0 | .547 | .000 | .448 | 4.5 | .7  | .2 | .4 | 4.8 |

### Universitário
| Ano      | Equipe   | PJ | PT | MPJ  | AP   | 3P   | LL   | RT  | AS  | BR | TO  | PPJ  |
| -------- | -------- | -- | -- | ---- | ---- | ---- | ---- | --- | --- | -- | --- | ---- |
| 2014–15  | Utah     | 34 | 34 | 23.3 | .681 | .000 | .444 | 6.8 | .7  | .4 | 1.9 | 9.1  |
| 2015–16  | Utah     | 36 | 36 | 30.4 | .646 | —    | .689 | 9.1 | 1.9 | .6 | 1.6 | 17.2 |
| Carreira | Carreira | 70 | 70 | 26.8 | .663 | .000 | .566 | 7.9 | 1.2 | .5 | 1.7 | 13.1 |

Fonte: